# Cantón de Miélan
El cantón de Miélan era una división administrativa francesa, que estaba situada en el departamento de Gers y la región de Mediodía-Pirineos.

## Composición
El cantón estaba formado por diecinueve comunas:
- Aux-Aussat
- Barcugnan
- Betplan
- Castex
- Duffort
- Estampes
- Haget
- Laguian-Mazous
- Malabat
- Manas-Bastanous
- Miélan
- Montaut
- Mont-de-Marrast
- Montégut-Arros
- Sadeillan
- Sainte-Aurence-Cazaux
- Sainte-Dode
- Sarraguzan
- Villecomtal-sur-Arros

## Supresión del cantón de Miélan
En aplicación del Decreto nº 2014-254 de 26 de febrero de 2014, el cantón de Miélan fue suprimido el 22 de marzo de 2015 y sus 19 comunas pasaron a formar parte del nuevo cantón de Mirande-Astarac.